# Lissoclinum aureum
Lissoclinum aureum är en sjöpungsart som beskrevs av Addison Emery Verrill 1871. Lissoclinum aureum ingår i släktet Lissoclinum och familjen Didemnidae. Inga underarter finns listade i Catalogue of Life.